# NGC 5280
NGC 5280 este o galaxie eliptică situată în constelația Câinii de Vânătoare. A fost descoperită în 23 mai 1881 de către Édouard Stephan⁠(d). Se află la o distanță de 124,17 de megaparseci de Pământ.